# Wilma van den Berg
Wilhelmina Catharina Maria Martina van den Berg (Uden, 11 agosto 1947) è un'ex velocista olandese.

## Biografia
Nel 1968 prese parte ai Giochi olimpici di Città del Messico, dove arrivò quarta nella staffetta 4×100 metri, mentre nei 100 metri piani fu eliminata in semifinale e nei 200 metri piani non superò le batterie di qualificazione.
Vinse due medaglie a livello europeo: la prima, d'argento, ai campionati europei di Atene 1969 nei 100 metri piani, mentre la seconda fu quella di bronzo nei 60 metri piani ai campionati europei di atletica leggera indoor di Vienna 1970.
Il 1972 fu contraddistinto dalla sua partecipazione ai Giochi olimpici di Monaco di Baviera, durante i quali prese parte alle gare dei 100 e 200 metri piani, ma in entrambi i casi fu eliminata ai quarti di finale.

## Palmarès
| Anno | Manifestazione  | Sede              | Evento                | Risultato     | Prestazione | Note |
| ---- | --------------- | ----------------- | --------------------- | ------------- | ----------- | ---- |
| 1968 | Giochi olimpici | Città del Messico | 100 metri piani       | elim. semif.  | 11"81       |      |
| 1968 | Giochi olimpici | Città del Messico | 200 metri piani       | elim. qualif. | 23"54       |      |
| 1968 | Giochi olimpici | Città del Messico | Staffetta 4×100 metri | 4ª            | 43"44       |      |
| 1969 | Europa          | Atene             | 100 metri piani       | Argento       | 11"7        |      |
| 1970 | Europa          | Vienna            | 60 metri piani        | Bronzo        | 7"5         |      |
| 1972 | Giochi olimpici | Monaco di Baviera | 100 metri piani       | elim. qualif. | 11"47       |      |
| 1972 | Giochi olimpici | Monaco di Baviera | 200 metri piani       | elim. qualif. | 23"22       |      |